# Nils Hanson (ingenjör)
Nils Knut Fredrik Hanson, född 20 augusti 1868 i Solberga församling, Göteborgs och Bohus län, död 1 september 1926 i Sankt Matteus församling, Stockholm, var en svensk ingenjör. Han var bror till Magnus Hanson.
Hanson blev elev vid Chalmers tekniska läroanstalt 1885 och avlade avgångsexamen 1888. Han blev ingenjör vid Järpens sulfitfabrik samma år och vid Mackmyra sulfitfabrik 1890, verkställande direktör vid Utansjö sulfitfabrik 1897, konsulterande ingenjör och chef för byggandet av Svanö och Kramfors sulfitfabriker från 1905. Senare bildade han tillsammans med sin bror firman Cellulosabyrån Bröderna Hanson i Stockholm. Han var även verksam som uppfinnare inom sulfitfabrikationen samt av radialpumpar och turbiner.